# ستيفن فليتشير
ستيفن فليتشير هو سياسي كندي، ولد في 17 يونيو 1972 في ريو دي جانيرو في البرازيل. حزبياً، نشط في حزب المحافظين الكندي. وقد انتخب member of the Legislative Assembly of Manitoba ‏ عن دائرة Assiniboia (provincial electoral district) ‏ خلال فترته النيابية ‏ وانتخب member of the Legislative Assembly of Manitoba ‏ عن دائرة Assiniboia (provincial electoral district) ‏ خلال فترته النيابية ‏ وانتخب عضو مجلس العموم الكندي.